# Juan Manuel Márquez
Pour les articles homonymes, voir Márquez.
Juan Manuel Márquez est un boxeur mexicain né le 23 août 1973 à Mexico.

## Carrière
Champion du monde poids plumes WBA, IBF et WBO entre 2003 et 2007 puis champion WBC des super plumes en 2007 et 2008, il a notamment affronté quatre fois Manny Pacquiao (match nul en 2004, défaite aux points en 2008 et 2011, victoire par KO en 2012), ainsi que Joel Casamayor (victoire au 11e round en 2008), Marco Antonio Barrera (victoire aux points en 2007), Chris John (défaite aux points en 2006) et Manuel Medina (victoire par KO en 2003).
Le 28 février 2009, Márquez devient champion du monde dans une 3e catégorie en battant Juan Díaz par arrêt de l'arbitre à la 9e reprise pour le gain des titres WBA & WBO des poids légers. Il s'incline en revanche face à Floyd Mayweather Jr. au MGM Grand de Las Vegas le 19 septembre 2009 pour le combat de reprise de l'américain (défaite aux points par décision unanime), mais remporte aux points le combat revanche accordé à Díaz le 31 juillet 2010 puis stoppe à la 9e reprise son challengeur officiel Michael Katsidis le 27 novembre 2010.
Le 12 novembre, il rencontre pour la 3e fois Manny Pacquiao à Las Vegas. Le combat, à nouveau très disputé, est remporté de justesse aux points par le Philippin au terme des 12 rounds. Le 9 décembre 2012, Marquez rencontre une 4e fois Manny Pacquiao à Las Vegas. Le boxeur mexicain trouve la faille en arrêtant Pacquiao à la 6e reprise par une redoutable contre-attaque.
Il affronte ensuite à 40 ans Timothy Bradley, champion des poids welters WBO, pour tenter de décrocher un titre dans une 4e catégorie différente, mais s'incline de peu aux points le 12 octobre 2013.

## Distinctions
- Juan Manuel Márquez est élu boxeur de l'année en 2012 par Ring Magazine.
- Márquez - Diaz I est élu combat de l'année en 2009 par Ring Magazine.
- Il est membre de l'International Boxing Hall of Fame depuis 2020.